# قلعة صمصام السلطنة
قلعة صمصام‌ السلطنة (بالفارسية: قلعه صمصام‌السلطنه) هي قلعة تاريخية تعود إلى عصر القاجاريون، وتقع في شلمزار.